# Conoderus vespertinus
Conoderus vespertinus är en skalbaggsart som först beskrevs av Fabricius.  Conoderus vespertinus ingår i släktet Conoderus och familjen knäppare. Inga underarter finns listade i Catalogue of Life.